# Брод, Александр Семёнович
Александр Семёнович Брод (19 августа 1969, Куйбышев, РСФСР, СССР) — российский правозащитник и общественный деятель. Директор Московского бюро по правам человека с 2002 года, член Совета при Президенте РФ по развитию гражданского общества и правам человека.
Член Общественной палаты России (2008—2012), член рабочей группы комитета по законодательству Госдумы РФ, бывший член президиума Российского еврейского конгресса.
С 2023 года, как лояльный Кремлю правозащитник, находится под санкциями всех стран Евросоюза, Швейцарии, Украины и Канады за распространение российской пропаганды и дезинформации о нападении России на Украину.

## Ранние годы и карьера
Окончил филологический и юридический факультеты Самарского государственного университета. Трудовую деятельность начал на самарском областном телевидении, в местных газетах. Публиковаться начал с 1983 года.
В 1990—2002 гг. — основатель и главный редактор межрегиональной газеты «Тарбут» («Культура»). Руководил культурно-благотворительным фондом, который реализовывал издательские и культурно-просветительские программы, правозащитные проекты.
Помимо этого Брод был продюсером спектаклей «Король и шут» о С. Михоэлсе и В. Зускине по пьесе А. Борщаговского; «Врата раскаяния» по повести М. Гейзера. Занимался организацией в Самаре творческих вечеров В. Шендеровича, Е. Евтушенко, Ю. Шерлинга и других деятелей российской культуры. Руководил фондом «Народ вечен».

## Правозащитная деятельность
27 февраля 2002 года создал российское НПО под названием Московское бюро по правам человека (МБПЧ). В 2003 году МБПЧ получила грант Европейской комиссии на трёхлетний (2004—2006) проект по противодействию расизму и ксенофобии в России.
В 2004 году заявил, что привлечёт к суду режиссёра Мэла Гибсона за фильм «Страсти Христовы», а также российскую компанию, осуществлявшую кинопрокат ленты.
В 2007 году, комментируя результаты выборов в Госдуму, заявил, что массовых нарушений не было, а имеющиеся нарушения не повлияли на результат выборов.
Говоря о войне в Грузии 2008 года, Александр Брод заявил: «Судя по числу жертв и масштабам разрушений, грузины хотели оправдать название проводимой операции „Чистое поле“. Совершенно очевидно, что целью операции с подобным названием было полное уничтожение осетин в Южной Осетии». Позднее он заявил, что грузинские военнослужащие воевали под действием наркотиков. Брод сослался на свидетельства очевидцев и властей Южной Осетии, которые, по его утверждениям, видели на руках у захваченных в плен солдат следы от инъекций. По словам Брода, без подобного рода препаратов «люди не отважились бы заживо сжигать в церквях женщин и детей, забрасывать гранатами подвалы, где прятались от обстрелов мирные жители». 21 августа он заявил о необъективности зарубежных СМИ и правозащитных организаций: «Вчера был весьма показательный звонок из Риги. Звонили из русской газеты люди, которые прочли на информационных лентах о нашей встрече в Общественной палате. Для них было просто открытием, насколько страшной была бойня в Южной Осетии. Видимо, своё представление о произошедшем коллеги формировали на основе материалов CNN и зарубежных информагентств, где Россия абсолютно неоправданно рисовалась агрессором». По его мнению, некоторые правозащитные организации стремятся умолчать о погибших жителях Южной Осетии или занизить цифры. Как сказал Брод, «зарубежные коллеги либо не удосужились приехать в республику, либо высасывали информацию из пальца».
С 12 ноября 2012 года — член Совета при Президенте РФ по развитию гражданского общества и правам человека. Включён в состав совета В.Путиным персональным решением по просьбе ряда правозащитников после объявления голодовки.
В марте 2014 года Брод, вопреки позиции части СПЧ, критиковал смену власти на Украине под давлением Евромайдана, охарактеризовал случившееся как «государственный переворот силами оппозиции, радикалов, неонацистов и криминала», счёл весьма реальной угрозу массового нарушения прав россиян и геноцида русских на Украине, поддержал действия Президента РФ и Совета Федерации РФ. В сентябре 2015 года включён в санкционный список Украины.

## Участие в работе общественных организаций
C 2007 г. — сопредседатель Ассоциации некоммерческих организаций по защите избирательных прав «Гражданский контроль».
В 2008—2012 гг. — член Общественной палаты РФ.
С 2011 г. по 31.10.2013 гг. член общественного совета при ГУВД г. Москвы.
С 2011 г. — член Общероссийской общественной организации «Попечительский совет уголовно-исполнительной системы».
С 2012 г. — член Общероссийской общественной организации «Ассоциация юристов России», председатель комиссии по противодействию экстремизму.
С 2013 г. — член общественного совета Северо-Кавказского федерального округа.
- Член президиума общественного научно-методического консультативного Совета при ЦИК РФ.
- Член экспертного совета комитета Государственной Думы ФС РФ по делам национальностей.
- Член общественного совета Центра общественных процедур «Бизнес против коррупции» («Деловая Россия»).
- Член попечительского совета благотворительного фонда «Будущее Родины» (г. Санкт-Петербург).
- Член консультативного совета по делам национальностей Московской области.
- Член комиссии по миграционным вопросам Совета по межнациональным отношениям при Президенте Российской Федерации.
- Член рабочей группы комитета Государственной Думы РФ по гражданскому, уголовному, арбитражному и процессуальному законодательству.
- Член рабочей группы по взаимодействию с представителями общественных правозащитных организаций, специалистами в области лингвистики и права управления по надзору за исполнением законов о федеральной безопасности, межнациональных отношениях и противодействии экстремизму Генеральной прокуратуры Российской Федерации.
- Член экспертного совета при Уполномоченном по правам человека в Российской Федерации.
- Председатель координационного совета Общероссийской общественной организации «Юристы за права и достойную жизнь человека».
- Член редакционного совета газеты «Литературные вести» (орган Союза писателей Москвы). Исполнительный директор фестиваля «Ради жизни» («Культура против экстремизма, терроризма, за права человека»).

Председатель  Ассоциации некоммерческих организаций «Независимый общественный мониторинг».

## Оценки деятельности
Со словами поддержки деятельности Брода и его организации выступали политолог Эмиль Паин, председатель Московского антифашистского центра Евгений Прошечкин, режиссёр Марк Розовский.
В то же время некоторые представители правозащитных организаций и политической оппозиции оценивают работу Брода в негативных тонах. Так, Валерия Новодворская обвиняла Брода в доносительстве и сотрудничестве с Кремлём. Со своей стороны Брод выступает с резкой критикой в адрес ряда правозащитников — например, Сергея Ковалёва.
15.07.2005 в коллективном письме ряда российских правозащитников было сказано: «Мы просим не воспринимать Брода как представителя правозащитного и антирасистского движения в России и не экстраполировать ваши представления о нём на остальных».
Осенью 2012 года Брод объявил голодовку. Заявленная цель акции — протест против изменения порядка формирования СПЧ. Через 6 дней прекратил голодовку, был включён Путиным в состав совета. Акция Брода вызвала неоднозначные отклики в правозащитной среде: ряд членов Совета ходатайствовали за Брода, мотивируя его заслугами в правозащитной деятельности; по словам же главы СПЧ Михаила Федотова, «ко всяким проблемам <формирования СПЧ> нужно относиться спокойно и принимать как данность, если решение принято коллегиально». «Объявление голодовки по такому поводу — признак неадекватности, а неадекватный человек не может претендовать на то, чтобы заниматься развитием гражданского общества», — сказал член СПЧ Даниил Дондурей.

## Санкции
24 июня 2021 года внесен в санкционный список Украины.
С 25 февраля 2023 года находится под санкциями всех стран Евросоюза и Швейцарии за поддержку российской войны, распространение российской пропаганды и дезинформации о войне:

Александр Брод - лояльный Кремлю правозащитник... С начала российской агрессии против Украины, он оправдывал вторжение России и распространял российскую пропаганду и дезинформацию о войне. Он отрицал ответственность ВС РФ за военные преступления, совершенные в Буче, ложно возлагая вину на украинские силы. Он также распространял дезинформацию о якобы нацистских преступлениях, совершенных правительством Украины против собственного народа.— «Официальный журнал Европейского союза», Брюссель, 25 февраля 2023 года
22 сентября 2023 года Брод включён в санкционный список Канады «соратников российского режима и агентов дезинформации» против причастных к депортации украинских детей в Россию и «созданию и распространению дезинформации и пропаганды, финансируемой Кремлем».

## Награды и премии
- 2003 — лауреат премии «За вклад в развитие еврейской жизни в России» Федерации еврейских общин России в номинации «Правозащитная деятельность» «Человек года»[30].
- 2008 — Золотой почётный знак «Общественное признание» «За большой личный вклад в развитие гражданского общества и правозащитного движения в России, плодотворную и эффективную общественно-просветительскую деятельность, активную высоконравственную позицию»[источник не указан 847 дней].
- 2010 — золотая медаль им. Ф. Н. Плевако[источник не указан 847 дней].